# 1021 Flammario
1021 Flammario هو كويكب، يقع ضمن حزام الكويكبات. اكتشف في 11 مارس 1924. وقد اكتشفه ماكس فولف.

## روابط خارجية
- 1021 Flammario في قاعدة بيانات مختبر الدفع النفاث لأجرام النظام الشمسي الصغيرة

- الاكتشاف · مخطط المدار ·  العناصر المدارية · المعلمات المادية

- 1021 Flammario على موقع ويكي سكاي: DSS2, SDSS, GALEX, IRAS, Hydrogen α, X-Ray, Astrophoto, Sky Map, Articles and images